# Bogdan Basałaj
Bogdan Basałaj (ur. 4 lipca 1961) – polski działacz sportowy, były prezes Wisły Kraków.
Absolwent wrocławskiej AWF. Ukończył również studia podyplomowe na Uniwersytecie Jagiellońskim, w dziedzinie zarządzania organizacjami sportowymi. Pracował jako trener piłkarski. Był asystentem trenera Jerzego Kasalika w Olimpii Poznań. Basałaj samodzielnie prowadził Kanię Gostyń, a w USA trenował półzawodowy klub LA Jets. Przez trzy lata pełnił funkcję menedżera ds. marketingu sportowego w stacji Canal+.
W styczniu 2000 roku Bogdan Basałaj został wiceprezesem ds. marketingu w Wiśle Kraków. W czerwcu tego samego roku został prezesem Wisły Kraków. Tę funkcję pełnił do marca 2004 roku, kiedy zastąpił go na tym stanowisku Tadeusz Czerwiński. Basałaj pozostał w Wiśle na stanowisku wiceprezesa do spraw organizacyjno-finansowych i pełnił tę funkcję do listopada 2004 roku. Po odejściu z Wisły pełnił funkcję dyrektora zarządzającego w spółce Ekstraklasa SA. 7 czerwca 2010 roku ponownie objął stanowisko prezesa Wisły Kraków. Niespełna dwa lata później, 13 marca 2012 roku złożył rezygnację z pełnienia tej funkcji.